# 71 Fragmente einer Chronologie des Zufalls
71 Fragmente einer Chronologie des Zufalls (Alternativtitel: Amok) ist ein Film von Regisseur Michael Haneke aus dem Jahre 1994.

## Handlung
Eine scheinbar sachlich-kühle Abfolge von 71 Szenen, die durch Schwarzbilder voneinander getrennt sind. Sie haben keinen direkten kausalen Zusammenhang, gehen aber alle einer scheinbar nicht erklärbaren Katastrophe voraus: Weihnachten 1993 erschießt der 19-jährige Student Max in einer Bankfiliale in Wien bei einem Amoklauf drei Menschen und danach sich selbst. Die Szenen zeigen Menschen, deren Schicksal sich in dieser Katastrophe zufällig eint, oder solche, die mit ihnen in Verbindung treten – unter anderem eine Bankangestellte, einen Waffendieb, ein kinderloses Ehepaar und einen Flüchtlingsjungen. Sie zeigen sie in weitgehend unspektakulären Alltagsmomenten und ohne psychologische Deutungsmuster, jedoch in offensichtlicher Isolation und Einsamkeit. Max wird als verbissener Tischtennisspieler gezeigt, bei dem subtile Formen von gegen ihn gerichtete Gewalt ausreichen, um ihn zum Amokläufer werden zu lassen. Die Chronik wird auch durch aktuelle Fernsehberichterstattung der damaligen Tage untermalt und läuft auf ihr gleichsam zufällig wie unvermeidlich scheinendes Ende zu.

## Produktionsnotiz
Der Film wurde mit 35-mm-Film gedreht.

## Kritiken
„Eine überaus sachlich angelegte Chronologie der Ereignisse, die das Leben der einzelnen Beteiligten vorstellt […]. Ein sehr kühler Film, der keine psychologische Erklärung liefert und durch seine distanzierte Betrachtungsweise für nachhaltige Verunsicherung sorgt.“